# Monte Spigno
Il Monte Spigno è una montagna alta 1008 m s.l.m. ed è la terza cima del Gargano (con monte Nero e monte Calvo). Si trova nel comune di Monte Sant'Angelo e la cima è ricca di doline e campi carreggiati; nel sottobosco sono presenti agrifogli e pungitopo e le praterie sono caratterizzate da vasti tratti di roccia affiorante. Ci sono due valli: Valle Ragusa che è ricca di esemplari secolari di cerro e di carpino bianco e Valle Cerasaldo.
Gli alberi presenti sono: l'acero, il carpino orientale, la roverella, il farnetto, l'orniello e il faggio. Il versante settentrionale presenta un vetusto bosco di faggi di circa 800 ettari.
Tra i mammiferi ricordiamo: il gatto selvatico, la martora, il tasso e il cinghiale.